# Timeless (àlbum de Il Divo)
Timeless és el novè àlbum d'estudi del grup musical de crossover clàssic Il Divo, format pel quartet vocal masculí els membres del qual són Urs Bühler, Carlos Marín, David Miller i Sébastien Izambard.
Gravat a Los Angeles i produït per Alberto Quintero i Steve Mac, es va publicar el 10 d'agost de 2018. La gira del disc, Timeless Tour va començar el 26 d'abril a la ciutat de Mèxic

## Crèdits i personal[calcitació]
Il Divo
- Carlos Marín – baritono
- Sébastien Izambard – tenor
- David Miller – tenor
- Urs Bühler – tenor

Producció
- Alberto Quintero – productor
- Steve Mac – productor

## Contingut
L'àlbum conté cançons en anglès, castellà, francès i italià.

### Senzills
- «Hola»

## Llista de cançons[calcitació]
- «Hola»	d'Adele i Greg Kurstin
- «All Of Me» de David Tozer i Toby Gad
- «Angels» de Robbie Williams i Guy Chambers
- «Aquí Esperándote (Right Here Waiting)» de Richard Marx i José Feliciano
- «Toi Et Moi (The Way We Were)»	d'Alan i Marilyn Bergman, i Marvin Hamlisch
- «Grazie Amore Mio (Where Do I Begin?)»	de Carl Sigman i Francis Lai
- «Que Bonito Es Vivir (What a Wonderful World)»	de George Douglas i George David Weiss
- «Love Me Tender» d'Elvis Presley i Vera Matson
- «Unforgettable» d'Irving Gordon
- «Smile» de Geoffrey Parsons, Charlie Chaplin i John Turner